# Rocío García
Rocío del Alba García Martínez (* 29. August 1997 in Móstoles) ist eine spanische Mountainbikerin, die im Cross-Country aktiv ist.

## Sportlicher Werdegang
García fuhr seit dem Alter von acht Jahren Mountainbikerennen. Als Juniorin gewann sie 2014 und 2015 spanische Meisterschaftstitel im Straßenradsport, im Cyclocross und im Mountainbike (Cross-Country XCO) und vertrat Spanien bei den Weltmeisterschaften in diesen Disziplinen. 2016 wurde sie vom spanischen Straßenteam Lointek unter Vertrag genommen und fuhr mehrere WorldTour-Rennen, darunter den Giro d’Italia Donne.
Nach 2016 konzentrierte sich García auf den Mountainbikesport. In der U23 war sie dreimal spanische Meisterin und gewann die Bronzemedaille bei den Mountainbike-Europameisterschaften 2018. Bei den Mountainbike-Weltmeisterschaften war sie von 2017 bis 2019 jeweils in den Top 10.
In der Elite wurde García von 2020 bis 2022 dreimal in Folge spanische Meisterin im XCO. Sie war Spaniens Vertreterin im olympischen Mountainbikerennen 2021 und belegte dort den 26. Platz. International waren ihre bedeutendsten Resultate zwei Top-10-Platzierungen im UCI-Mountainbike-Weltcup 2021 bei den Rennen in Leogang und Snowshoe Mountain. 2023 musste sie Lara Lois García den Vortritt bei den spanischen Meisterschaften lassen.

## Erfolge
2014
 Spanische Meisterin – XCO (Junioren)
2015
 Spanische Meisterin – Cyclocross (Junioren)
 Spanische Meisterin – Straßenrennen (Junioren)
2017
 Spanische Meisterin – XCO (U23)
2018
 Spanische Meisterin – XCO (U23)
 Europameisterschaften – XCO (U23)
2019
 Spanische Meisterin – XCO (U23)
2020
 Spanische Meisterin – XCO
2021
 Spanische Meisterin – XCO, E-Mountainbike
2022
 Spanische Meisterin – XCO